# Carl Friedrich Koepe
Carl Friedrich Koepe (* 1. Juli 1835 in Bergkamen; † 12. September 1922 in Bochum) war ein deutscher Konstrukteur und Bergbau-Manager, der als Pionier der Fördertechnik im Steinkohlenbergbau Bedeutung erlangte.

## Leben

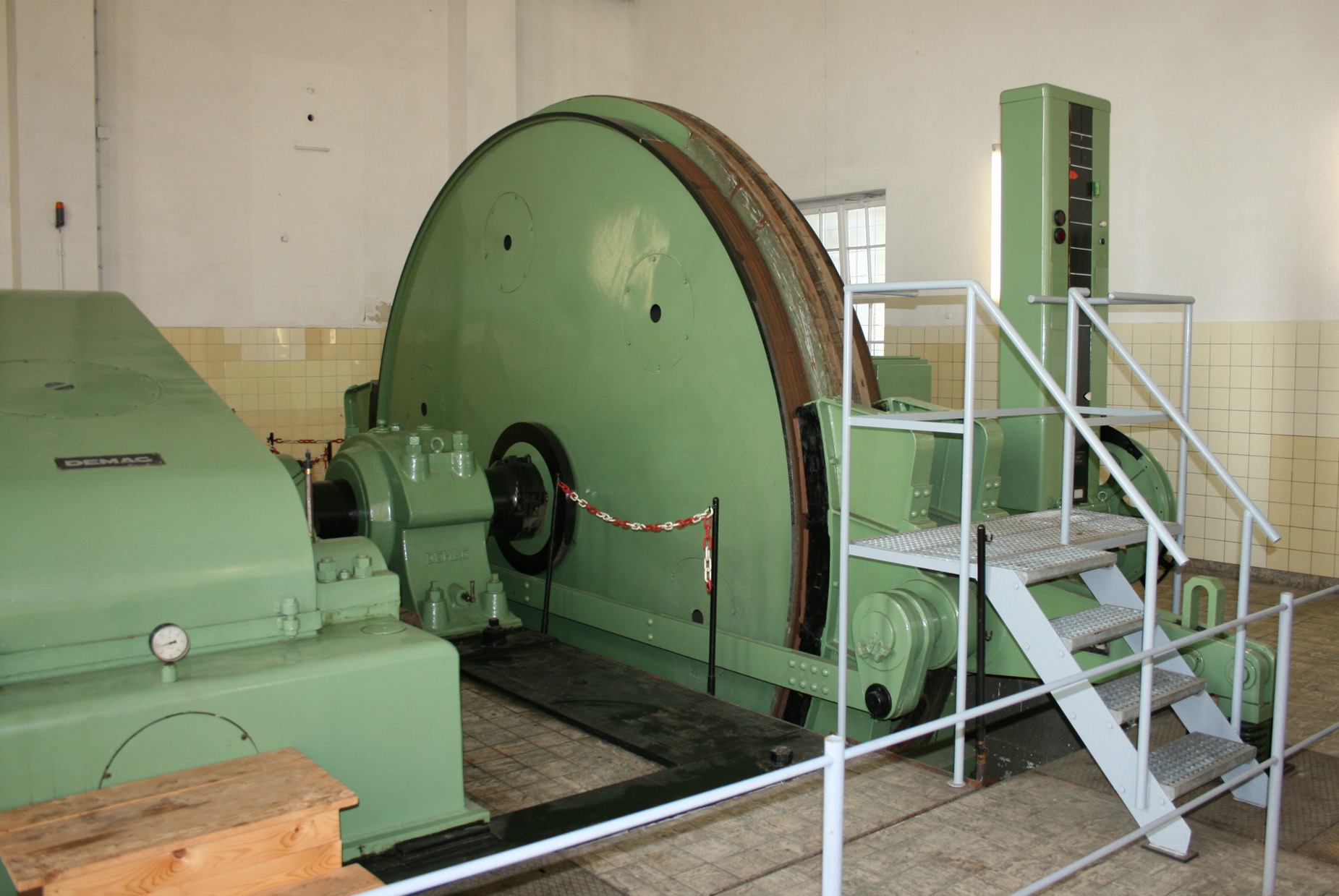
Koepescheibe

Carl Friedrich Koepe wurde als zweitjüngstes Kind des Bauern Friedrich Koepe und dessen Ehefrau Friederike Koepe geborene Telgenkämper auf dem elterlichen Hof in Bergkamen geboren.
Sein Berufsleben im Steinkohlenbergbau begann er als Bergmann und Schlepper im Untertagebetrieb eines Bergwerks in Ibbenbüren am Teutoburger Wald. Nach Besuch der Märkischen Bergschule in Bochum arbeitete er als Steiger und Maschinenwerkmeister auf verschiedenen Steinkohlenzechen in Ibbenbüren und im Ruhrgebiet. Ab 1873 war er technischer Direktor verschiedener Zechen des Krupp-Konzerns.
1876/1877 gelang Koepe eine bahnbrechende Erfindung, die später die gesamte Schachtfördertechnik revolutionierte. Er entwickelte eine Treibscheibenförderung, die gegenüber der bis dahin gebräuchlichen Trommelförderung technisch ausgereifter, wirtschaftlicher und vielseitiger verwendbar war und in der Folge zum Standard der Fördertechnik im Bergbau und bei sonstigen Aufzugsanlagen wurde.
Koepe selbst brachte die Erfindung nur Ärger mit der Konzernführung ein. Diese erkannte den Wert der Erfindung nicht und ließ das an sie abgetretene Patent sogar verfallen. „Den späten Ruhm erlebte er nicht mehr.“
„Koepe-Förderung“ und „Koepe-Scheibe“ sind bis heute feststehende technische Begriffe und Bestandteile der Bergmannssprache.